# Instituto Cubano de Arte e Industria Cinematografica
Kubański Instytut Przemysłu i Sztuki Filmowej (hiszp. Instituto Cubano del Arte e Industria Cinematográficos, ICAIC) – powstały 24 marca 1959 roku, krótko po rewolucji kubańskiej, na mocy pierwszej utworzonej ustawy. Instytut jest organizatorem Międzynarodowego Festiwalu Kina Latynoamerykańskiego w Hawanie. Instytut od 1960 roku pomagał przy produkcji głównie filmów dokumentalnych, krótkometrażowych i oświatowych. Od początku lat 70. kubańskie filmy zaczęły startować w konkursach na międzynarodowych festiwalach filmowych.

## Znani kubańscy reżyserzy
- Santiago Álvarez
- Octavio Cortázar
- Sara Gómez
- Tomás Gutiérrez Alea
- José Massip
- Fernando Pérez
- Humberto Solas
- Juan Carlos Tabío
- Pastor Vega